# Julus tirolensis
Julus tirolensis är en mångfotingart som beskrevs av Karl Wilhelm Verhoeff 1894. Julus tirolensis ingår i släktet Julus och familjen kejsardubbelfotingar. Inga underarter finns listade i Catalogue of Life.